# Linda Maria Baros
Linda Maria Baros (ur. 6 sierpnia 1981 w Bukareszcie w Rumunii) – francuska i rumuńska poetka, eseistka, tłumacz. Od 1997 r. mieszka w Paryżu.
Studiowała na wydziale Literatury Porównawczej Uniwersytetu Sorbonne – Paris IV (Uniwersytet Paryski – licencjat, magisterium, doktorat) w Paryżu i na wydziale Filologii Rumuńskiej (doktorat) w Bukareszcie.
Jako poetka debiutowała w 1988. Nagroda Guillaume Apollinaire w 2007 – Francja.
Jest redaktorem miesięcznika literackiego VERSUs/m, Rumunia. Członek zespołu redakcyjnego Seine et Danube, Francja.

## Dzieła

### Poezja
- Amurgu-i departe, smulge-i rubanul ! (Il est loin le soleil couchant, arrache-lui le ruban !), Bukareszt, Rumunia, 2001
- Poemul cu cap de mistreț (Le poème à tête de sanglier), Editura Vinea, Bukareszt, Rumunia, 2003
- Le Livre de signes et d’ombres, Cheyne Éditeur, Francja, 2004
- La Maison en lames de rasoir, Cheyne Éditeur, Francja, 2006
- L’Autoroute A4 et autres poèmes, Cheyne Éditeur, Francja, 2009

Tłumaczenia na język angielski, hiszpański, niderlandzki, włoski, niemiecki, portugalski, arabski, perski, chorwacki, bułgarski, serbski, macedoński, słoweński, węgierski, albański, bengalski, fiński, japoński.

### Eseje
- Passer en carène, Editura Muzeul Literaturii Române, Bukareszt, 2005
- Les Recrues de la damnation, Editura Muzeul Literaturii Române, Bukareszt, 2005

### Dramaty
- Un centaure est venu chez moi..., META, Bucarest, 2002
- Les Grands Esprits ne s'attachent jamais aux bagatelles, Editura Muzeul Literaturii Române, Bucarest, 2003

### Tłumaczenia
- Linda ma 30 książek tłumaczonych z języka francuskiego / angielskiego / hiszpańskiego na rumuński (Henri Michaux, Boris Vian, Guy Goffette, Alphonse Daudet, José-Luis Reina Palazón, Maria-Antonia Ortega, James Oliver Curwood, Johanna Spyri etc.) i tłumaczenia z rumuńskiego na francuski Nichita Stănescu, Angela Marinescu, Ioan Es. Pop, Mircea Bârsila etc.
- Biblioteka cyfrowa ZOOM w 2008 (125 poetów w tłumaczeniach)[1].
- Anthologie de la poésie roumaine contemporaine (20 rumuńskich poetów) en Confluences poétiques, nr. 3, Francja, 2009.

### Czasopisma
Publikowała w licznych czasopismach literackich, m.in. w Po&sie, Aujourd’hui poème, NUNC, Poésie 2003, Aujourd’hui poème, Europe, La Revue littéraire, Confluences poétiques, Pyro, Seine et Danube, MIR, La page blanche, La Traductière, Hauteurs, Littérales, Ici & Là, Thauma (Francja), Poetry Review, Horizon Review (Wielka Brytania), Pleiades, International Notebook of Poetry (USA), ABC, Alora, la bien cercada, El Coloquio de los Perros (Hiszpania), Galateea, Observator München (Niemcy), Bunker Hill (Holandia), Contre-jour (Kanada), Le Journal des Poètes, Langue vive, Revolver (Belgia), Scritture Migranti (Włochy), Le Quotidien, Tageblatt, Le Jeudi (Luksemburg), Électron libre (Maroko), Gradina, Политика, Književni list (Serbia), Apokalipsa (Słowenia), Viața românească, Luceafărul, Adevărul literar și artistic, Ziua literară, Contemporanul, Argeș, Calende, Tribuna, Astra, Familia, Noua literatură, Academia de poezie, Ziarul de duminica, Apostrof (Rumunia), La Revue de Belles Lettres (Szwajcaria), Shirdanra (Bangladesz), Beagle (Japonia) etc.

## Antologie
- 2006 - Francja, L’année poétique 2005, Editions Seghers
- 2007 - Rumunia, VERSUs/m - Zoom 2007, Editura Exigent
- 2007 - Rumunia, Literatura tânără 2007, USR
- 2008 - Francja, Voix de la Méditerranée 2008, Éditions Clapas
- 2008 - Francja, Poésies de langue française. 144 poètes d’aujourd’hui autour du monde, Editions Seghers
- 2008 - Holandia, Poëzie van dichters uit de hele wereld. Poetry International 2008, Rotterdam
- 2008 - Hiszpania, Poesía francesa contemporánea. Diecisiete poetas, Lancelot
- 2009 - Francja, Ailleurs 2008. Une année en poésie, Charleville-Mézières
- 2009 - Holandia, Kijk, het heeft gewaaid, Poetry International, Rotterdam
- 2010 - Francja, Anthologie de la poésie amoureuse[2]
- 2010 - Francja, Couleurs femmes, Le Castor Astral & Le Nouvel Athanor
- 2010 - Rumunia, Poezia antiutopica, Paralela 45
- 2010 - Francja, Cheyne, 30 ans, 30 voix, Cheyne Éditeur[3],
- 2010 - Finlandia, Runoilevien naisten kaupunki, Tammi

## Nagrody
- 2001, Nagroda Le Printemps des Poètes, Francja (poezje)
- 2001, Nagroda Les Plumes de l'Axe, Francja (tłumaczeń)
- 2002, Nagroda d’Academia Internaționala Mihai Eminescu, Rumunia (tłumaczeń)
- 2004, Nagroda Vocation Poétique – Le Livre de signes et d’ombres, Cheyne Éditeur, Francja (poezje)
- 2007, Nagroda Guillaume Apollinaire - La Maison en lames de rasoir, Cheyne Éditeur, Francja (poezje)[4].
- 2008, Nagroda Ion Minulescu, Rumunia (poezje)

## Festiwale
- Festivalul internațional de literatură, Neptun, Rumunia, 2001
- Le Festival Internationale de Poésie de Rabat, (Maroko), 2004
- Festiwal Le Printemps des Poètes, Paryż (Francja), 2005
- Odyssey International Festival, Amman (Jordania), 2005
- Biennale Internationale de Poésie, Liège (Belgia), 2005
- Le Festival internationale de poésie Teranova (Francja), 2006
- Festiwal Le Printemps des Poètes, Paryż (Francja), 2007
- Festiwal Dacia - Méditerranée (Francja), 2007
- Festiwal Lectures sous l’Arbre (Francja), 2007
- Festiwal Le Printemps des Poètes (Luksemburg), 2008
- World Poetry Day, Belgrad (Serbia), 2008
- Festiwal Le Printemps des Poètes (Francja), 2008
- La Mar de Letras, Cartagina (Hiszpania), 2008
- Le Printemps Balkanique. Insolite Roumanie (Francja), 2008
- Poetry International, Rotterdam (Holandia), 2008[5]
- Festival International de la Poésie, Trois-Rivières Québec (Kanada), 2008
- Les Voix de la Méditerranée, Lodève (Francja), 2008
- Festiwal Primavera dei Poeti (Włochy), 2008
- Terre et poésie, Paryż (Francja), 2009
- Biennale de la poésie, Saint-Quentin-en-Yvelines (Francja), 2009[6]
- Festiwal Le Printemps des Poètes (Francja), 2009
- Paris en toutes lettres (Francja), 2009
- Festiwal Lectures sous l’Arbre (Francja), 2009
- Festiwal MidiMinuitPoésie, Nantes (Francja), 2010
- La Biennale Internationale de Poésie, Liège (Belgia), 2010
- Voix de la Méditerranée, Lodève (Francja), 2010
- Le Festival International de Poésie Wallonie-Bruxelles, Namur, (Belgia), 2010
- Le Festival franco-anglais (Francja), 2010
- Festiwal Mucho Más Mayo (Hiszpania), 2010
- À vous de lire, Paryż (Francja), 2010
- Festiwal DécOUVRIR, Concèze (Francja), 2010
- Festiwal Le Printemps des Poètes (Francja), 2010